# Baglioni (cognome)
Baglioni è un cognome di lingua italiana.

## Varianti
Bagli, Bagliani, Bagliardi, Baglieri, Baglietti, Baglini, Baglio, Baglione, Baglivi, Baglivo, Bailo, Bailoni, Baioni, Baj, Bajlo, Del Balio.

## Origine e diffusione
Cognome tipicamente centro-settentrionale, è presente prevalentemente in Toscana, Umbria e Marche.
Potrebbe derivare dal titolo medioevale di "balio", in origine un funzionario, poi un educatore, dal latino bajulus, "portatore d'acqua", a sua volta dal latino badia, "baia". È etimologicamente affine al cognome Baiano.
Le varianti Baglivo e Baglio sono meridionali.

## Persone
- Bruna Baglioni (1947) – mezzosoprano italiano
- Cesare Baglioni (1550-1615) – pittore italiano
- Claudio Baglioni (1951) – cantautore italiano